# Benatae
Benatae es una localidad y municipio español situado en la parte centro-norte de la comarca de Sierra de Segura, en la provincia de Jaén. Limita con los municipios jienenses de La Puerta de Segura, Torres de Albanchez, Siles, Orcera, Segura de la Sierra, Santiago-Pontones y Villarrodrigo; con el municipio ciudadrealeño de Montiel; y con el municipio albaceteño de Alcaraz. Por su término discurren los ríos Guadalimar, Guadalmena y Morles.
El municipio nabero comprende los núcleos de población de Benatae —capital municipal—, Las Fuentes, Puente-Honda y La Sierra. Comparte junto a Torres de Albanchez la jurisdicción del enclave del Cuarto del Madroño, en el límite de la provincia de Jaén con Albacete y Ciudad Real. Por tanto Benatae es, junto con Torres de Albanchez, el municipio más septentrional de la provincia jienense. En algunos mapas adjudican dicho enclave únicamente al municipio torreño, aunque pertenece a las dos entidades de manera legal.

## Toponimia
El nombre de Benatae procede del gentilicio de una tribu de época musulmana. Estos gentilicios árabes y bereberes, como nombres de lugar, aparecen por toda España y en el norte de África. Son muy habituales los que tienen la raíz bani- o beni- (de banū, «hijos») precediendo al nombre de la tribu o al epónimo, especialmente localizados en el Levante y Andalucía. Es probable que el referido a Benatae tenga su origen en una etnia árabe. El poeta e historiador andalusí Ibn Hazm, en el siglo XI, fue el único autor que nos dejó algunas indicaciones sobre los grupos tribales que pasaron a al-Ándalus en la época de la conquista. De los datos que proporciona nos interesan los Tayy´, de la tribu de los qaḥṭāníes, que Ibn Hazm localiza en las zonas de Baza y Murcia, donde estaban concentrados, aunque residencias de los mismos en el área jiennense pudieron ser nuestro Benatae y otro Benatae –una cortijada– que se encuentra en término municipal de Castellar, a 13 km al sur de dicha localidad.

## Símbolos
Escudo
En el capítulo referido al escudo de armas en las Relaciones Topográficas de Felipe II de 1575, los redactores del interrogatorio por Benatae no mencionan nada al respecto. Benatae alcanza su condición de villa, según la referida fuente, en 1415, reinando en Castilla Juan II, lo cual no lleva aparejada la adopción de armas por el nuevo concejo. Se desconoce. por el momento, cuándo se erigen. Su descripción es la siguiente: En campo de gules, una torre de oro, almenada, esclarecida y mazonada de sable; contorno español y timbre de corona real cerrada.
Su simbolismo es más que evidente, pues se trata de un trasunto del escudo del reino de Castilla. No obstante, se trata de un escudo típico de las zonas de frontera, donde la torre o castillo representa la seguridad y la defensa. Es curioso que no aparezca la cruz de la Orden de Santiago –tan ligada históricamente a la zona de Segura–, presente en la mayoría de los blasones de los pueblos de la comarca.

## Geografía física

### Situación
Benatae se encuentra en el nordeste de la provincia de Jaén, en la comarca natural de la Sierra de Segura. El municipio se enclava en la Sierra de Segura, una de las principales formaciones montañosas del macizo Prebético (la zona más septentrional de las Cordilleras Béticas). El término municipal se halla integrado en su totalidad dentro de los límites del parque natural de Cazorla, Segura y Las Villas. Queda representado en dos hojas del MTN50: 865 y 887, apareciendo el núcleo urbano en la primera de ellas. Se asienta sobre la ladera noroeste del pico Peñalta, a 842 metros sobre el nivel del mar.
| Noroeste: Torres de Albanchez | Norte: Torres de Albanchez | Nordeste: Siles |
| Oeste: La Puerta de Segura    |                            | Este: Siles     |
| Suroeste: La Puerta de Segura | Sur: Orcera                | Sureste: Orcera |

### Enclaves

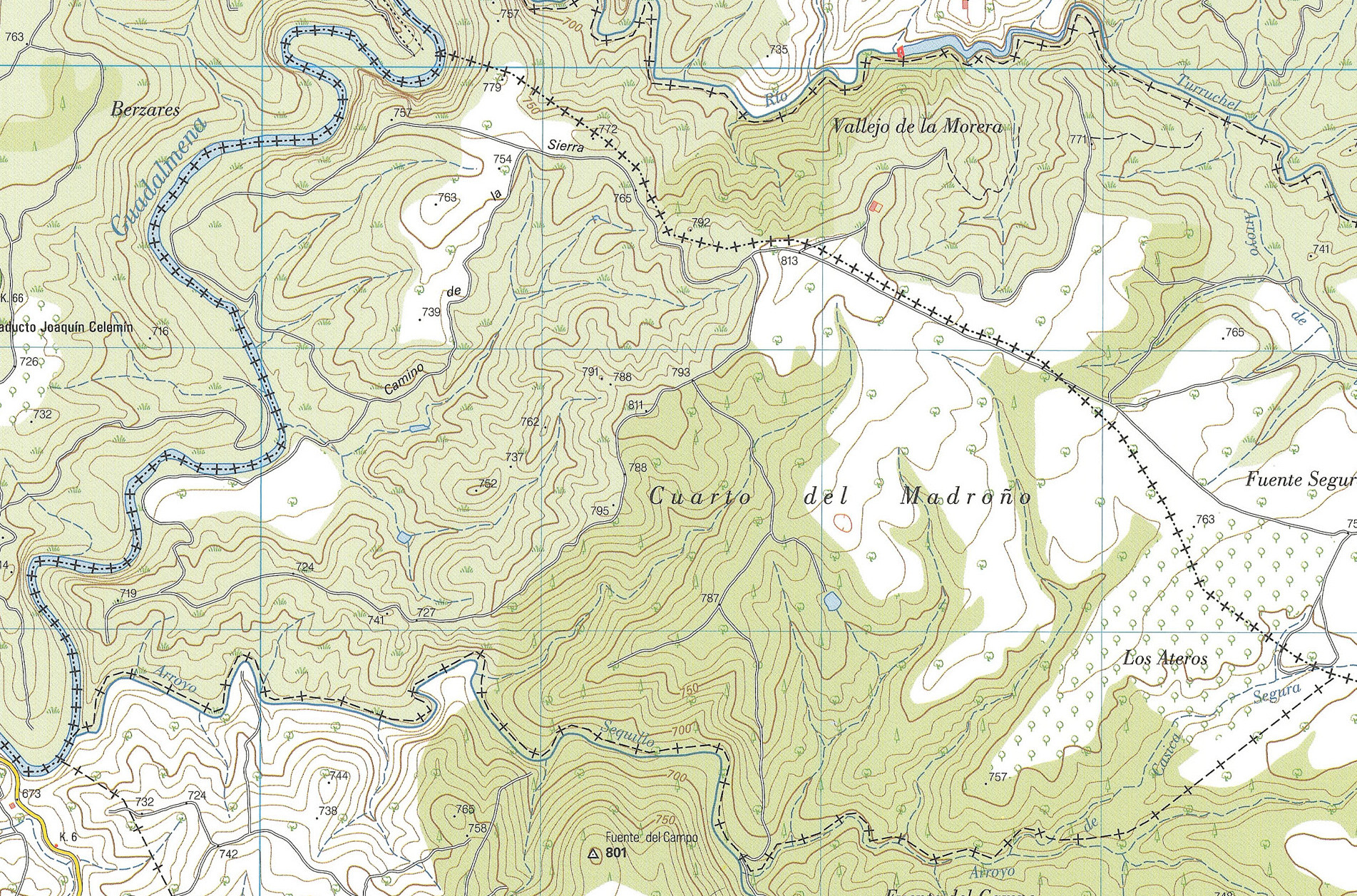
Mapa del enclave del Cuarto del Madroño, en los municipios de Benatae y Torres de Albanchez

El término municipal de Benatae se divide en tres enclaves: el principal –que concentra la mayor parte de la superficie y en donde se localiza la capital municipal–, el Cuarto de la Cañada del Toril-Hornico –al sureste del anterior– y el Cuarto del Madroño, en el extremo norte de la provincia de Jaén, que comparte jurisdicción con Torres de Albanchez.
Enclave principal

La superficie del enclave principal se distribuye por tres zonas bien diferenciadas desde el punto de vista del relieve, constituyendo franjas con dirección SO-NE. La franja más occidental la conforma la sierra de Oruña (1152 m), la central el valle del Guadalimar –principal río del municipio– y la oriental el macizo de Peñalta (1409 m), siendo este último el punto más elevado del enclave. El punto más bajo se encuentra a 590 m en el cauce del río Guadalimar, en la frontera con el término municipal de La Puerta de Segura.
| Punto geodésico | Altitud   | Número | Hoja MTN | Coordenadas                      |
| --------------- | --------- | ------ | -------- | -------------------------------- |
| Oruña           | 1 152 196 | 86542  | 865      | 38°22′N 02°43′O / 38.367, -2.717 |

Fuente: Instituto Geográfico Nacional de España - IGN
Enclave suroriental
Es denominado Cuarto de la Cañada del Toril-Hornico. Posee una escasa superficie en una zona de relieve escarpado en el interior de la sierra. Su punto más elevado es el pico El Púlpito (1589 m) y el más bajo se halla a 1250 m en el cauce del arroyo del Tejuelo, en el límite con el término municipal de Siles.

### Climatología
| 2009                        | ene | feb | mar | abr | may | jun | jul | ago | sep | oct | nov | dic | Media |
| --------------------------- | --- | --- | --- | --- | --- | --- | --- | --- | --- | --- | --- | --- | ----- |
| Temperaturas medias (°C)    | 6   | 7   | 10  | 13  | 17  | 24  | 26  | 26  | 20  | 16  | 12  | 7   | 15,33 |
| Precipitaciones medias (mm) | 28  | 21  | 32  | 45  | 94  | 33  | 18  | 21  | 35  | 38  | 41  | 23  | 35,75 |

## Historia
En 1243, el emir de la taifa de Murcia (Ibn Hud al-Dawla) firmó las capitulaciones de Alcaraz, con Fernando III. El territorio de Benatae se integra así a la Corona de Castilla dentro de Reino de Murcia hasta 1833, en que se crea la actual Provincia de Jaén.

## Geografía humana

### Demografía
Cuenta con una población de 429 habitantes (INE 2024).
| Gráfica de evolución demográfica de Benatae entre 1842 y 2021                                                         |
| |
| Población de derecho según los censos de población del INE. Población de hecho según los censos de población del INE. |

### Núcleos de población
| Núcleos de población       | Habitantes | Habitantes | Habitantes | Habitantes | Habitantes | Distancia (km) |
| Núcleos de población       | 2000       | 2005       | 2010       | 2015       | 2019       | Distancia (km) |
| -------------------------- | ---------- | ---------- | ---------- | ---------- | ---------- | -------------- |
| Benatae (Núcleo principal) | 522        | 537        | 492        | 446        | 415        | 0 km           |
| Las Fuentes                | 41         | 49         | 48         | 31         | 26         | 9 km           |
| Puente Honda               | 11         | 10         | 8          | 8          | 5          | 5,2 km         |
| La Sierra                  | 0          | 0          | 0          | 2          | 2          | 31,2 km        |
| Total                      | 574        | 596        | 548        | 487        | 448        |                |

Fuentes: INE 2019; Google Maps

### Comunicaciones

#### Distancias
| Núcleos             | Distnacia (km) | Núcleos       | Distancia (km) | Núcleos | Distancia (km) |
| ------------------- | -------------- | ------------- | -------------- | ------- | -------------- |
| Orcera              | 5              | Villacarrillo | 59             | Granada | 222            |
| La Puerta de Segura | 10             | Úbeda         | 89             | Sevilla | 359            |
| Siles               | 12,5           | Jaén          | 146            | Madrid  | 295            |

#### Transporte por carretera
| Identificador | Denominación                    | Observaciones                                                                                                   |
| ------------- | ------------------------------- | --- |
| N-322         | Córdoba-Requena                 | Principal vía de acceso a la comarca de Sierra de Segura. Externa al término municipal de Benatae               |
| A-310         | Puente de Génave-Siles          | Eje viario que vertebra la comarca hacia el NE. Conecta la N-322 con el límite de Castilla-La Mancha (Albacete) |
| A-317         | La Puerta de Segura-Vélez Rubio | Eje viario que vertebra la comarca hacia el S-SE. Conecta la A-310 con el límite con la provincia de Granada    |
| A-6303        | A-310 - Orcera                  | Conecta la A-310 (cerca de Siles) con Orcera a través de Benatae                                                |
| JA-9113       | A-310 - Benatae                 | Conecta la A-310 con Benatae                                                                                    |
| JV-7021       | A-310 - A-6303                  | Conecta la A-310 con la A-6303                                                                                  |

## Economía

### Evolución de la deuda viva municipal
| Gráfica de evolución de Deuda viva del Ayuntamiento de Benatae entre 2008 y 2019                                |
| |
| Deuda viva del Ayuntamiento de Benatae en miles de Euros según datos del Ministerio de Hacienda y Ad. Públicas. |

## Organización político-administrativa

### Elecciones municipales
| Elecciones municipales desde 1979                      |      |      |      |      |      |      |      |      |      |      |      |      |
|                                                        | 1979 | 1983 | 1987 | 1991 | 1995 | 1999 | 2003 | 2007 | 2011 | 2015 | 2019 | 2023 |
| PSOE                                                   | 1    | 7    | 5    | 4    | 3    | 3    | 4    | 6    | 6    | 5    | 4    | 6    |
| AP/PP                                                  | -    | -    | 1    | 2    | 4    | 4    | 3    | 1    | 1    | 2    | 3    | 1    |
| PCE/IU                                                 | 2    | -    | 1    | 1    | 0    | 0    | -    | 0    | -    | -    | -    | -    |
| UCD                                                    | 4    | -    | -    | -    | -    | -    | -    | -    | -    | -    | -    | -    |
| En negrilla el partido más votado                      |      |      |      |      |      |      |      |      |      |      |      |      |
| Fuente: Datos de las elecciones municipales desde 1979 |      |      |      |      |      |      |      |      |      |      |      |      |

### Alcaldía
| Periodo   | Nombre                                                     | Partido |
| --------- | ---------------------------------------------------------- | ------- |
| 1979-1983 | Dámaso Flores Córdoba                                      | PCE     |
| 1983-1987 | José Munera Pérez                                          | PSOE    |
| 1987-1991 | José Munera Pérez                                          | PSOE    |
| 1991-1995 | José Munera Pérez                                          | PSOE    |
| 1995-1999 | Marcial Sánchez Vico                                       | PP      |
| 1999-2003 | Marcial Sánchez Vico                                       | PP      |
| 2003-2007 | María Francisca Espinosa García                            | PSOE    |
| 2007-2011 | María Francisca Espinosa García                            | PSOE    |
| 2011-2015 | María Francisca Espinosa García                            | PSOE    |
| 2015-2019 | María Francisca Espinosa García                            | PSOE    |
| 2019-2023 | María Francisca Espinosa García 2021:José Pascual Bermúdez | PSOE    |
| 2023-act. | José Pascual Bermúdez                                      | PSOE    |

## Cultura

### Patrimonio
- Castillo de Cardete

### Fiestas
Fiestas patronales en honor al patrón, San Ginés de la Jara, del 22 al 25 de agosto. Popularmente conocidas por sus verbenas y encierros de vacas y novillos.